# سدا آدامیان
سِدا آدامیان (ایسرائلیان) نقاش، شاعر و آموزگار ارمنی-ایرانی است. او در سال ۱۳۱۲ خورشیدی (۱۹۳۳ میلادی) در تهران به دنیا آمد و مدرک کارشناسی ادبی خود را از خلیفه‌گری ارامنه اخذ کرد. سدا آدامیان سپس تحت نظر استاد بازیل، به صورت خصوصی، تحصیلات هنری خود را گذراند و توانست از هنرستان کمال‌الملک فارغ‌التحصیل شود و پس از آن لیسانس خود را در پردیس هنرهای زیبای دانشگاه تهران دریافت نمود. سدا آدامیان از نوجوانی به نویسندگی و شاعری می‌پرداخت و در نشریه‌های فارسی و ارمنی همکاری داشت و نخستین مجموعه شعر خود به ارمنی تحت نام فریاد در سکوت نیز منتشر کرد و در سال ۱۳۷۸ نیز دفتر شعری فارسی به نام صدتا صدف یک مروارید چاپ نمود. وی در انجمن نویسندگان ایرانی ارمنی و انجمن زن ارمنی عضو است. او در نقاشی نیز دستی داشته و چندین بار نمایشگاه‌هایی از آثارش را در ایران و ایالات متحده آمریکا به نمایش گذاشته‌است.